# Gwendolyn Göbel
Gwendolyn Göbel (* 8. listopadu 2006 Berlín) je německá dětská filmová herečka.

## Filmografie (výběr)
- 2010: Goethe
- 2014: Zdarma (Frei)
- 2014: S vyhořením lesem
- 2014: Pro mě nebo pro vás?
- 2014: Vinnetouův syn (Winnetous Sohn)
- 2015: Silný tým (TV seriál)
- 2015: Jménem mého syna
- 2015: SOKO Wismar
- 2016: Tschick
- 2017: Großtadtravier (TV seriál)
- 2017: Specialisté - jménem obětí (TV seriál)
- 2017: Cukrový písek (Zuckersand)
- 2017–2020: Temný (Dark, TV seriál, 4 epizody)
- 2019: Cleo
- 2019: Válka a já
- 2020: Lucie - stále běží